# Wydział Humanistyczny Politechniki Koszalińskiej
Wydział Humanistyczny Politechniki Koszalińskiej – jeden z sześciu wydziałów Politechniki Koszalińskiej.

## Historia
Wydział Humanistyczny Politechniki Koszalińskiej powstał w 2015 roku z połączenia Instytutu Polityki Społecznej i Stosunków Międzynarodowej, kształcącego na kierunku Europeistyka, z Instytutem Neofilologii i Komunikacji Społecznej, kształcącym na kierunkach: Dziennikarstwo i Komunikacja Społeczna oraz Filologia (Angielska i Germańska).

## Kierunki kształcenia
Wydział Humanistyczny oferuje kierunki na studiach I stopnia (licencjackich) i II stopnia (magisterskich):
- dziennikarstwo i komunikacja społeczna (studia I stopnia)
- europeistyka (studia I i II stopnia)
- filologia angielska (studia I i II stopnia)
- filologia germańska (studia I stopnia)
- pedagogika (studia I i II stopnia)
- politologia 2.0 (studia I stopnia)

Ponadto Wydział kształci  na następujących studiach dyplomowych:
- przygotowanie pedagogiczne
- protokół dyplomatyczny w administracji i biznesie
- kształtowanie wizerunku instytucji publicznych i organizacji pozarządowych

## Władze Wydziału
W kadencji 2024–2028:
| Stanowisko                 | Imię i nazwisko                |
| -------------------------- | ------------------------------ |
| Dziekan                    | dr hab. Michał Polak, prof. PK |
| Prodziekan ds. kształcenia | dr Iwona Zychowicz             |
| Prodziekan ds. studenckich | dr Piotr Szarszewski           |

## Poczet dziekanów
1. prof. dr hab. Bogusław Polak (2015-2016)[1]
2. dr hab. Michał Polak, prof. PK (2016-aktualnie)[5]

## Struktura organizacyjna
| Katedra                                         | Kierownik                              |
| ----------------------------------------------- | -------------------------------------- |
| Katedra Literatury i Badań nad Językiem         | dr Dorota Majewicz, prof. PK           |
| Katedra Filologii Germańskiej                   | dr Anna Nieroda-Kowal                  |
| Katedra Nauk o Polityce                         | prof. dr hab. Jacek Knopek             |
| Katedra Komunikacji Społecznej i Dziennikarstwa | dr Piotr Szarszewski                   |
| Katedra Studiów Regionalnych i Europejskich     | dr hab. Krzysztof Wasilewski, prof. PK |
| Katedra Pedagogiki i Studiów Edukacyjnych       | dr Tomasz Parafiniuk                   |